# Kaga-Bandoro
Kaga-Bandoro je město ve Středoafrické republice s necelými třiceti tisíci obyvateli. Nachází se na řece Gribingui asi 350 km od hlavního města Bangui, je střediskem prefektury Nana-Grébizi a římskokatolické diecéze.
Město založili Francouzi v roce 1897. V koloniálních dobách se jmenovalo Fort Crampel na památku cestovatele Paula Crampela, který byl v těchto místech v roce 1891 zavražděn domorodci.
Kaga-Bandoro patří k opěrným bodům organizace Séléka. V prosinci 2015 zde byla vyhlášena nezávislost republiky Logone, zahrnující severní a východní část Středoafrické republiky, kde žijí převážně muslimové. Nový stát však nebyl nikým uznán a nevytvořil ani fungující orgány.